# Prostygninae
Prostygninae – podrodzina kosarzy z podrzędu Laniatores i rodziny Cranaidae zawierająca około 140 opisanych gatunków. 

## Występowanie
Podrodzina neotropikalna, zamieszkująca północno-zachodnią Amerykę Południową.

## Systematyka
Podrodzina zawiera 17 gatunków należących do 14 rodzajów:
Rodzaj: Cutervolus Roewer, 1957
- Cutervolus albopunctatus Roewer, 1957

Rodzaj: Llaguenia Kury & Pérez-González, 2015
- Llaguenia peruviana Kury & Pérez-González, 2015

Rodzaj: Prostygnus Roewer, 1913
- Prostygnus calcar Roewer, 1943
- Prostygnus stellatus Villarreal & Kury, 2023
- Prostygnus vestitus Roewer, 1913

Rodzaj: Yania Roewer, 1919
- Yania flavolimbata Roewer, 1919
- Yania metatarsalis A. B. Kury, 1994

---
Poprzednio, podrodzina zawiera 17 gatunków należących do 14 rodzajów:
Dodatkowo:
Rodzaj: Binamballeus Roewer, 1952
- Binamballeus metatarsalis Roewer, 1952

Rodzaj: Chiriboga Roewer, 1959
- Chiriboga albituber Roewer, 1959

Rodzaj: Cutervolus Roewer, 1957
- Cutervolus albopunctatus Roewer, 1957

Rodzaj: Globibunus Roewer, 1912 => Agoristenidae: Globibuninae
- Globibunus rubrofemoratus Roewer, 1912

Rodzaj: Globitarsus Roewer, 1913
- Globitarsus angustus Roewer, 1913

Rodzaj: Lisarea Roewer, 1943
- Lisarea ferruginea Roewer, 1943

Rodzaj: Meridanatus Roewer, 1943
- Meridanatus berlandi Roewer, 1943

Rodzaj: Micropachylus Roewer, 1913
- Micropachylus metatarsalis Roewer, 1913

Rodzaj: Peladoius Roewer, 1919
- Peladoius riveti Roewer, 1919

Rodzaj: Prostygnellus Roewer, 1919
- Prostygnellus isabellinus (Roewer, 1943)
- Prostygnellus riveti Roewer, 1919

Rodzaj: Prostignidius Roewer, 1915
- Prostignidius pustulatus Roewer, 1915

Rodzaj: Sclerostygnellus Roewer, 1943
- Sclerostygnellus rotundus Roewer, 1943

Rodzaj: Troya Roewer, 1919
- Troya riveti Roewer, 1919